# 马赛历史博物馆
马赛历史博物馆(Musée d'Histoire de Marseille) 是法国马赛的一座历史与考古博物馆。

## 历史
1983年开幕，法国第一个城市历史博物馆，展示1967年开发交易所购物中心时在此出土的重要考古发现。博物馆建筑从该中心进入，向“遗迹花园”敞开，花园内有古代城墙，港口建筑等考古遗迹。 
博物馆的长期展出目前包含到18世纪之前的马赛历史。重点包括： 
- 在此地点的考古发现，最著名的是公元2世纪的船体（声称是世界这一时期保存最好的船只）；
- 古希腊和古罗马马赛港口城市的发展；
- 早期基督教（4〜6世纪）；
- 中世纪陶艺作坊和法国第一个彩陶（13世纪）制造厂;
- 路易十四时期城市改造和圣让堡和圣尼古拉堡的建设；
- 皮埃尔·普吉的建筑；
- 1720年大瘟疫。

博物馆还包括一个图书馆，文献中心和视频收藏。